# Buurtspoorlijn Gent-Nevele-Ruiselede
De buurtspoorlijn Gent-Nevele-Ruiselede was een Oost-Vlaamse buurtspoorlijn die het traject Gent-Rabot (In 1931 veranderde dit in Gent-Sint-Pieters) -Drongen-Baarle-Sint-Martens-Leerne-Vosselare-Nevele-Poesele-Lotenhulle-Poeke-Ruiselede volgde. De lijn werd geopend op 6 juni 1909. Vanaf 1931
werd het traject Gent-Nevele geëlektrificeerd. Tijdens de krimp van de buurtspoorlijnen werd het niet geëlektrificeerde baanvak Nevele-Ruiselede-Tielt op 8 augustus
1953 als eerste baanvak gesloten. Het baanvak Gent-Nevele volgde op 30 mei 1959.

## De aanvraag: 1899-1900

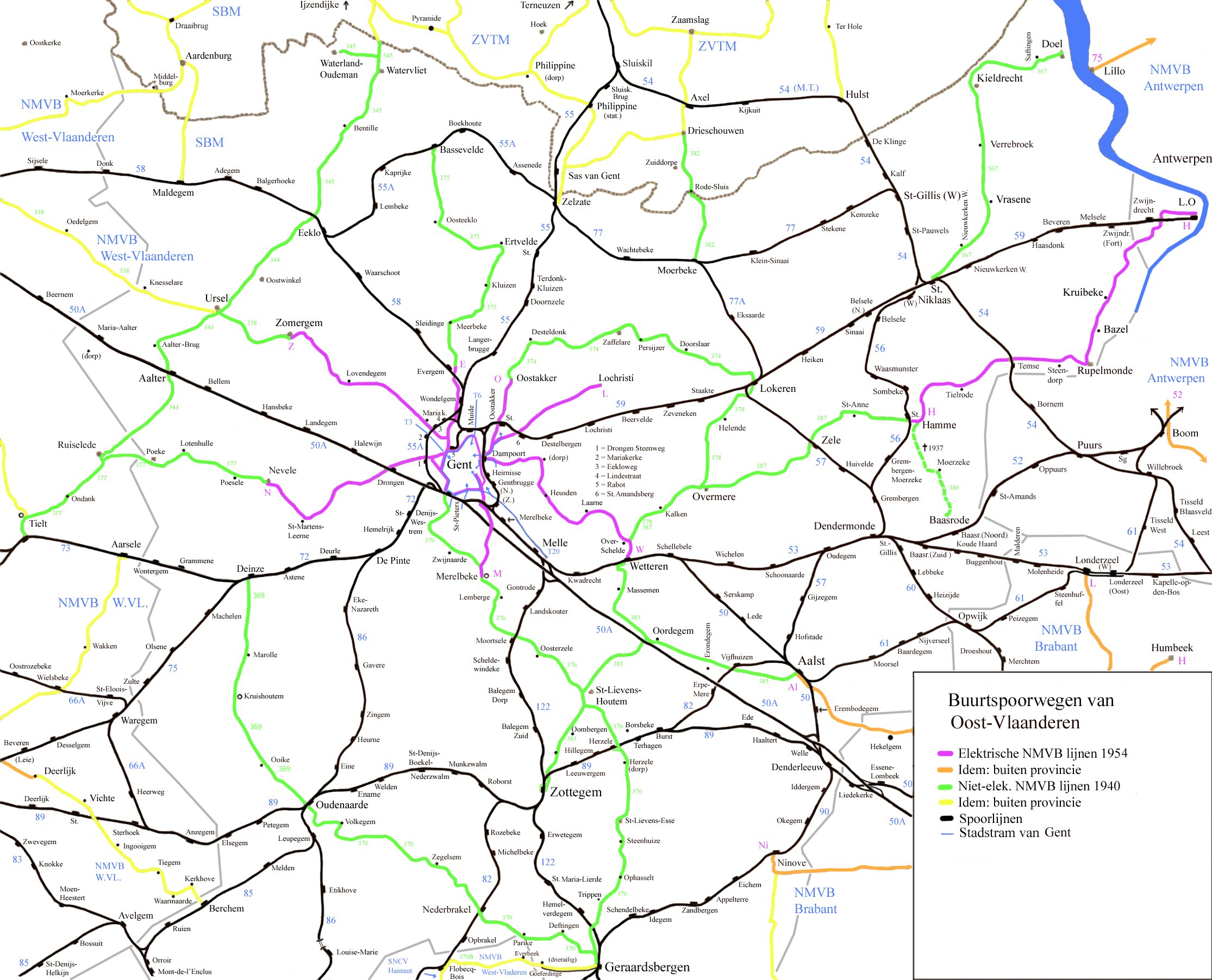
Buurtspoorlijnen in Oost-Vlaanderen

In maart 1899 vroeg de gemeente Drongen een buurtspoorlijn aan die vanuit Gent zou lopen, via Drongen en zo verder naar Nevele. Op 14 juni 1899 werd deze aan vraag afgekeurd door de staatsspoorwegen omdat deze te nadelig zou uitvallen voor de spoorlijn Gent-Kortrijk. Thans hadden in maart van datzelfde jaar de gemeenten Vosselare, Sint-Martens-Leerne, Bachte-Maria-Leerne, Deurle, Sint-Martens-Latem en Sint-Denijs-Westrem een buurtspoorlijn aangevraagd die door hun gemeenten naar Nevele zou lopen en aankomen te Gent-Sint-Pieters. In de zomer kwamen hier nog de gemeenten Poesele, Lotenhulle en Poeke bij. Nevele wilde echter dat de buurtspoorlijn vanuit haar gemeente naar Aalter zou lopen. Na een lange polemiek besloot de NMVB in 1900 dat de lijn het traject Gent-Drongen-Baarle-Sint-Martens-Leerne-Bachte-Maria-Leerne-Vosselare-Nevele-Poesele-Lotenhulle-Poeke-Ruiselede zou volgen. Hierdoor vielen de gemeenten Deurle, Sint-Denijs-Westrem en
Sint-Martens-Latem uit de boot.

## De kapitaalsbijdragen voor de buurtspoorlijn: 1901-1903
Toen de NMVB in 1885 werd opgericht, werd bepaald welke instantie hoeveel moest betalen voor de aanleg van de buurtspoorlijn: de staat 50% van de kosten, de gemeentes waar de buurtspoorlijn door zou lopen 25% en de provincies hetzelfde bedrag. De kosten voor de buurtspoorlijn werden geschat op 1.920.000 frank. Dit kapitaal werd als volgt samengebracht.
| Kapitaalsbijdrage voor de hele lijn  | Kapitaalsbijdrage voor de hele lijn | Kapitaalsbijdrage voor de hele lijn |
| ------------------------------------ | ----------------------------------- | ----------------------------------- |
| 1.920.000 frank                      |                                     |                                     |
| Kapitaalsbijdrage gemeenten totaal   |                                     |                                     |
| 451.000 frank of 23,5% van de kosten |                                     |                                     |
| Gemeente                             | Datum                               |                                     |
| Poeke                                | 13 januari 1902                     |                                     |
| Nevele                               | 22 januari 1902                     |                                     |
| Lotenhulle                           | 27 januari 1902                     |                                     |
| Poesele                              | 28 januari 1902                     |                                     |
| Ruiselede                            | 30 januari 1902                     |                                     |
| Gent                                 | 17 februari 1902                    |                                     |
| Drongen gedeeltelijk                 | 22 februari 1902                    |                                     |
| Bachte-Maria-Leerne                  | 22 maart 1902                       |                                     |
| Vosselare                            | 26 april 1902                       |                                     |
| Drongen tweede deel                  | 4 juni 1902                         |                                     |
| Sint-Martens-Leerne                  | 10 juli 1902                        |                                     |
| Kapitaalsbijdrage provincies totaal  |                                     |                                     |
| 480.000 frank of 25%                 |                                     |                                     |
| Provincie                            | Kapitaalsbijdrage                   | Datum                               |
| Oost-Vlaanderen                      | 446.000 frank                       | 9 januari 1903                      |
| West-Vlaanderen                      | 34.000 frank                        | 30 januari 1903                     |
| Particuliere kapitaalbijdragen       |                                     |                                     |
| 29.000 frank of 1,5%                 | 21 oktober 1902                     |                                     |
| Staat                                |                                     |                                     |
| 960.000 frank of 50 % van de kosten  |                                     |                                     |

## Bezwaren over het traject: 1905-1907
De vergunning voor de buurtspoorlijn werd door de NMVB op 11 augustus 1905 aangevraagd. Hierna konden de gemeenten mogelijke klachten over het traject bij de Bestendige Deputatie van Oost-Vlaanderen indienen. Drongen diende een aantal klachten in, zoals dat de tramlijn niet de Teerlingstraat (De huidige Veerstraat) zou volgen, maar wel de Karnemelkstraat (de huidige Domien Ingelsstraat). Uiteindelijk raakte men het eens, in 1906 en 1907 maakte men werk van de onteigeningsprocedures. Op 27 januari 1907 verscheen het koninklijk besluit voor de buurtspoorlijn in het staatsblad.

## De aanleg van de buurtspoorlijn: 1909-1912
De aanleg en opening van de buurtspoorlijn Gent-Nevele-Ruiselede zou in zes stadia gebeuren. Tussen 15 september 1908 en 29 februari 1912 werd de lijn aangelegd. Dit gebeurde volgens de onderstaande tabel:
| Baanvakken                         | Datum van het begin van de aanleg | Datum van de opening | Haltes op het baanvak |
| ---------------------------------- | --------------------------------- | -------------------- | --- |
| Gent-Rabot-Drongen Gemeentehuis    | 15 september 1908                 | 6 juni 1909          | - Gent: Rabot, Begijnhoflaan, Nieuwewandelingbrug, Spiegelhofstraat, Akkergemlaan, Rooigemlaan, Brughuis - Drongen: Halfweg, Assels, Groenen Boomgaard, Gemeentehuis |
| Drongen Gemeentehuis-Baarle        | 17 augustus 1909                  | 15 oktober 1910      | *Drongen:Kerkhof, Heilig Huis *Baarle: Kerk, Molenhuis, Noordhoute                                                                                                   |
| Drongen-Baarle-Sint-Martens-Leerne | oktober 1910                      | 30 november 1910     | Sint-Martens-Leerne: Kasteeldreef, Dorp |
| Sint-Martens-Leerne-Vosselare      | december 1910                     | 26 december 1910     | Vosselare: Station |
| Vosselare-Nevele                   | januari 1911                      | 28 januari 1911      | Nevele: Langemunt, Markt, Stelplaats |
| Nevele-Ruiselede                   | ?                                 | 29 februari 1912     | *Nevele:Stelplaats *Poesele: Dorp *Lotenhulle: Proosdij, Station, Kannegat *Poeke: Knokstraat, Kapel *Ruiselede: Dorp                                                |

## Eerste plannen voor elektrificatie
Vanaf 1909 begon men plannen te maken voor elektrificatie van het Gentse buurtspoorwegennet in een straal van 10 kilometer. Voor de elektrificatie werden de kapitaalsbijdragen, samen 440.000 frank, gestort tussen november 1911 en februari 1912 gestort. In diezelfde periode werd er gezocht naar een mogelijke verbinding tussen de beginpunten van de buurtspoorlijnen van de westgroep (de lijnen naar Ruiselede, Bassevelde en Zomergem) en de oostgroep (de lijnen naar Hamme, Lochristi en Zaffelare) met elkaar te verbinden. In die tijd was station Gent-Zuid nog het belangrijkste station van Gent, dus zouden de lijnen van de oostgroep en de westgroep daar samenkomen. Maar op al deze plannen werd in augustus 1914 een domper wegens het uitbreken van de Eerste Wereldoorlog.

## Het tijdperk van de Eerste Wereldoorlog
Op 4 augustus 1914 viel het Duitse leger België binnen. Een paar maanden later, op 12 oktober 1914, namen de Duitsers Gent in. Achter hen was er door het Belgische en het Duitse leger zware schade aangericht aan het buurtspoorwegennet. Vanaf 11 oktober was er op de lijn Gent-Nevele-Ruiselede voor de rest van het jaar 1914 geen verkeer meer mogelijk. In februari 1915 ontving de NMVB een verzoekschrift van de Commission for relief in Belgium waarin er gevraagd werd om gratis goederenvervoer op het gehele net toe te staan, maar dit was niet mogelijk voor de eerstgenoemde. Het goederenvervoer werd niet helemaal kosteloos, maar wel sterk verlaagd. Halfweg 1915 kon de exploitatie op de buurtlijn Gent-Nevele-Ruiselede hervat worden. Door het besluit van de NMVB waren de goedereninkomsten wel erg laag. Rond 1917 moest de NMVB met lede ogen toezien hoe ze haar net sterk zag inkrimpen door de Duitse bezetter. Dit had ook een naar gevolg voor de buurtspoorlijn: In 1917 werd het baanvak Drongen-Gemeentehuis tot Ruiselede uitgebroken en als klap op de vuurpijl kon het vak Gent-Rabot tot Drongen-Gemeentehuis vanaf augustus 1917 niet meer uitgebaat worden tot 1 april 1921 vanwege de vele oorlogsschade.

## Herstelling van de buurtspoorlijn:april 1921-oktober 1921
In geheel Vlaanderen werden tussen 1919 en 1921 vrijwel alle buurtspoorlijnen hersteld.
De herstelling van de buurtlijn Gent-Nevele-Ruiselede verliep als volgt:
| Herstelling van de buurtspoorlijn Gent-Nevele-Ruiselede | Herstelling van de buurtspoorlijn Gent-Nevele-Ruiselede |
| Baanvak                                                 | Datum                                                   |
| ------------------------------------------------------- | ------------------------------------------------------- |
| Gent-Drongen                                            | 1 april 1921                                            |
| Drongen-Baarle                                          | 18 juli 1921                                            |
| Baarle- Sint-Martens-Leerne                             | 6 augustus 1921                                         |
| Sint-Martens-Leerne- Nevele                             | 21 augustus 1921                                        |
| Nevele-Ruiselede                                        | 1 oktober 1921                                          |

Na de herstelling van de buurtspoorlijn was er nog een stuk dat voor reizigersongemak zorgde. Doordat de brug over het kanaal pas in 1927 hersteld was, werd tot die tijd het vak Nevele-Kanaal tot Nevele-Stelplaat niet uitgebaat.

## De jaren voor de elektrificatie: 1922-1928
In 1920 werd gemeld dat de elektrificatie van de buurtspoorlijnen rond Gent voor onbepaalde tijd was uitgesteld. In 1925 werd het eerste plan voor de elektrificatie van de buurtspoorlijn Gent-Nevele-Ruiselede bekendgemaakt. De elektrificatie zou van Gent tot Drongen station lopen. Over deze periode van de buurtspoorlijn heeft Cyriel Buysse een passage in zijn boek "Kerels" gewijd.

## De plannen voor elektrificatie

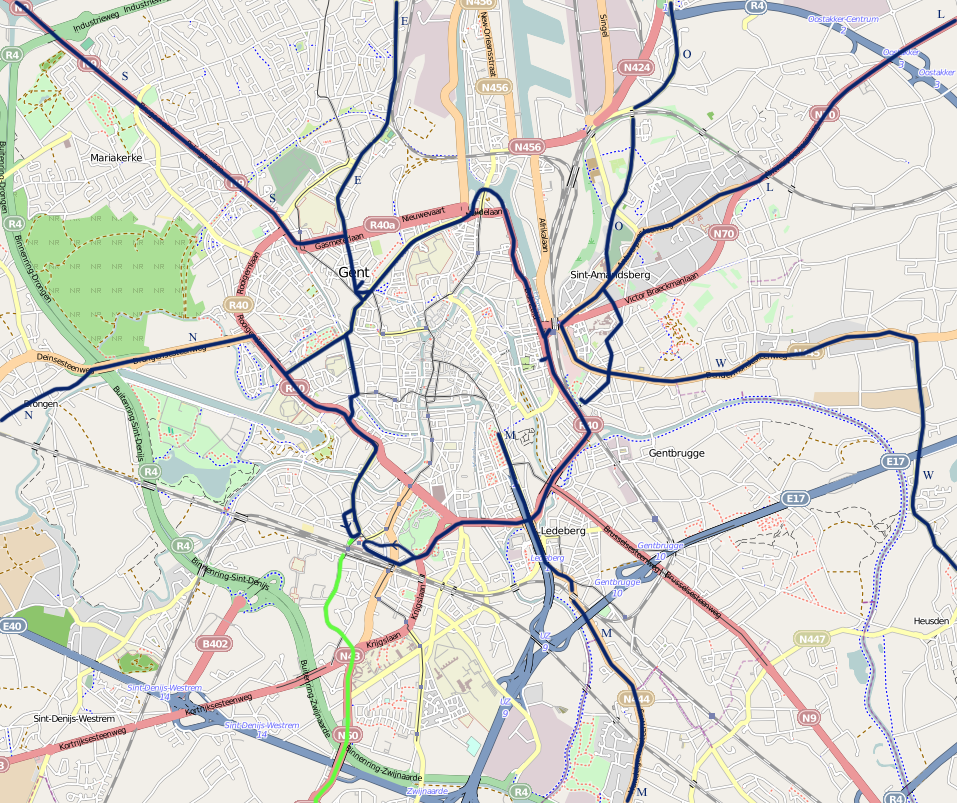
NMVB tramlijnen in Gent. Naast de route naar Gent-Sint-Pieters bestond er een ringlijn om naar de stelplaats aan de Oostzijde te rijden.

Vanaf maart 1928 werden de onderhandelingen over de elektrificatie hervat. Er was overeengekomen dat de buurtspoorlijnen in het Gentse niet meer zouden samenkomen aan het Station Gent-Zuid, dat op 9 oktober van dat jaar gesloten zou worden, maar aan het Station Gent-Sint-Pieters. Eerst dacht men om de buurtlijn Gent-Nevele-Ruiselede slechts te elektrificeren tot en met Station Drongen. In november 1928 vroeg de gemeente Drongen aan de NMVB of het mogelijk zou zijn om de elektrificatie door te trekken tot Baarle. De NMVB liet dit in eerste instantie niet toe, maar liet op 20 mei 1930 aan het Drongense gemeentebestuur weten dat de elektrificatie tot Nevele mogelijk was. Zodoende was de elektrificatie van het eerste vak Gent Sint-Pieters tot Drongen klaar op paaszondag 5 april 1931 en het tweede vak Drongen-Nevele op 22 maart 1932. De lijn geëlektrificeerde lijn Gent-Nevele kreeg als 'lijnnummer' N en het overige buurtvak, Nevele-Ruiselede, bleef niet-geëlektrificeerd en kreeg het lijnnummer 377.

## De elektrische tramlijn N
De tramlijn N, die het traject Gent-Sint-Pieters-Drongen-Sint-Martens-Leerne-Vosselare-Nevele volgde, was het geëlektrificeerde deel van de buurtspoorlijn Gent-Nevele-Ruiselede. Tussen 1931 en 1932 werd dit traject geëlektrificeerd. Op 30 mei 1959 werd deze buurtspoorlijn gesloten.

### 1933-1940
Vanaf 1933 was het goederenspoor voor lijn N geëlektrificeerd. Tussen 1934 en oktober 1939 verliep alles normaal voor de buurtspoorlijn. Vanwege de oorlogsdreiging moesten op de trams vanaf maart 1940 de maatregelen van lichtverduistering worden toegepast. Tevens moest het traject in de buurt van Baarle worden omgelegd en de loskaai voor goederen verplaatst worden vanwege de geplande aanleg van een autostrade naar de kust (de huidige E40).

### De Tweede Wereldoorlog
Op 10 mei 1940 vielen de Duitse troepen België aan, ondanks dat nazi-Duitsland de neutraliteit had erkend. Op 25 mei werd Gent door de Duitse troepen bezet. De eerstkomende weken was er op een groot deel van het Gentse tramnet geen verkeer mogelijk, aangezien de Belgische genie in de nacht van 22 mei op 23 mei 26 bruggen in Gent hadden opgeblazen, waaronder de Albertbrug. Op 27 juli werd een eerste noodbrug geopend met een spoor. Dit veroorzaakte vaak hinder aangezien 5 lijnen van deze brug gebruik moesten maken. Vanaf augustus kon tramlijn N Gent-Sint-Pieters opnieuw bereiken. De Duitse Wehrmacht had recht op kosteloos vervoer. Omdat er ook een groot aantal opeisingen bestonden van mannelijk NMVB-personeel, zag deze zich verplicht vanaf 1942 vrouwen in dienst te nemen. In januari 1943 werd een rookverbod afgekondigd waardoor er op geen enkele plaats in de tram nog gerookt mocht worden. Ook verminderden vanaf december 1943 de kolenleveringen aan de elektriciteitscentrales. Nog datzelfde jaar werd er een nieuwe Koning Albertnoodbrug met dubbel spoor geopend. Tussen 5 september en 6 september 1944 werd Gent bevrijd door de geallieerden.

### 1945-1949
Na de Tweede Wereldoorlog reed de tram over de nieuwe Leiebruggen die tijdens de oorlog waren gebouwd. Tussen 1946 en 1947 werd de lijn voorzien van enkelspoorsignalisatie. In 1947 was het gevaar op ongevallen tussen Drongen Dorp en Kerkhof groot omdat de palen voor de bovenleiding op het fietspad stonden. Dit ongemak werd opgelost door de palen te verplaatsen naar de muur van de Drongense Abdij en de draagarmen te verlengen. In 1948 werden de werken aan de Contributiebrug beëindigd (een van de 26 bruggen die tijdens de oorlog slachtoffer was geworden van de bezetter).

### 1950-1959, de laatste jaren
In 1950 werd het tweede gedeelte van de autostrade Brussel-Kust, Aalter-Drongen geopend. Hierdoor werd het traject van de buurtspoorlijn gedeeltelijk omgelegd en werd er een brug over de autostrade gebouwd. Hierdoor reed er dagelijks een tram meer, wat gevaarlijke verkeersomstandigheden in het dorp veroorzaakten doordat het auto- en vrachtverkeer aanzienlijk waren gestegen. Deze moeilijkheden werden pas in 1951 opgelost.Vanaf 1953 begonnen de inkomsten op vele buurtspoorlijnen te dalen, vanwege het steeds groter wordend aantal auto's in Vlaanderen en Wallonië. Daardoor kromp het tramnet vanaf dan gestaag. Het baanvak Nevele-Ruiselede, het niet-geëlektrificeerd baanvak van de lijn Gent-Nevele-Ruiselede werd als een van de eerste uitgebroken op 8 augustus 1953. In 1952 werd de definitieve herstelling van de Albertbrug aangevat die in 1954 klaar was. Vanaf 1955 begon de echte krimp bij de NMVB en ook de elektrische lijnen begonnen vanaf dat jaar te verdwijnen. De lijn Gent-Nevele sloot het laatste volle exploitatiejaar 1958 af met een negatief saldo van 119.029 frank. Vanaf oktober van datzelfde jaar werd de lijn gesloten voor goederenvervoer. De aanleg van de ringvaart zorgde daarenboven voor de doodsteek van de buurtlijn. Op 30 mei 1959 reden de laatste buurttrams uit. Als de lijn een week later, op 6 juni 1959, gesloten zou zijn, had de buurtlijn zijn 50-jarig jubileum kunnen vieren.

## Tramlijn 377
Tramlijn 377 was het niet-geëlektrificeerde baanvak van de buurtspoorlijn Gent-Nevele-Ruiselede en het traject Ruiselede - Tielt (kapitaal 6). Deze lijn volgde het traject Nevele-Poesele-Lotenhulle-Poeke-Ruiselede-Tielt. De meeste trams reden door naar Tielt. Deze lijn werd op 8 augustus 1953 gesloten en afgebroken en vanaf dan verzorgde de busverbinding Tielt-Ruiselede-Nevele het openbaar vervoer op het traject.

### 1932-1939
In 1932 kondigde de NMVB aan dat de stoomtrams op de niet-geëlektrificeerde buurtlijnen in geheel Vlaanderen te vervangen door Motortrams. Deze werden voor het eerst getest in november van datzelfde jaar. Dit was op de tramlijn Gent-Merelbeke-Oosterzele-Herzele-Geraardsbergen. Vanaf 1934 werden deze voertuigen ingezet op alle niet-geëlektrificeerde lijnen in Oost-Vlaanderen. Vanaf oktober 1939 werden op de voertuigen van deze lijn de wet van passieve luchtbescherming toegepast.

### De Tweede Wereldoorlog
Na het begin van de Duitse bezetting werd er de meeste diesel van de NMVB opgeëist door de bezetter. Hierdoor zag de NMVB zich verplicht om de spoorauto's weer te vervangen door stoomtrams wegens het brandstofgebrek. De exploitatie met spoorauto's werd na de bevrijding hervat. Het aansluitend traject van Ruiselede naar Aalter (kapitaal 6) werd op 5 januari 1943 opgeheven.

### 1945-1953
Na de Tweede Wereldoorlog begon de lijn verlieslatend te worden, aangezien de NMVB veel wedijvering ondervond van onder andere de auto. De buurtlijnen die niet geëlektrificeerd waren, deelden als eersten in de klappen. Aangezien dat deze buurtlijn in 1952 2.103.707 frank verlies had gemaakt, werd deze lijn op 8 augustus 1953
gesloten en vervangen door de buslijn Tielt-Ruiselede-Nevele. Op 31 mei 1959 kwam het vak Nevele-Gent bij. Het geëlektrificeerde vak was de dag ervoor gesloten.

## Lees ook
- Buurtspoorwegen van de provincie Oost-Vlaanderen